# Scelio brasiliensis
Scelio brasiliensis är en stekelart som beskrevs av Jean-Jacques Kieffer 1910. Scelio brasiliensis ingår i släktet Scelio och familjen Scelionidae. Inga underarter finns listade i Catalogue of Life.